# Box-office France 1996
Cet article traite du box-office cinéma de 1996 en France.

## Les films à plus d'un million d'entrées
| Rang | Titre                              | Pays | Réalisateur                       | Entrées   |
| ---- | ---------------------------------- | ---- | --------------------------------- | --------- |
| 1.   | Le Bossu de Notre-Dame             |      | Gary Trousdale / Kirk Wise        | 6 833 195 |
| 2.   | Independence Day                   |      | Roland Emmerich                   | 5 656 991 |
| 3.   | Seven                              |      | David Fincher                     | 4 954 781 |
| 4.   | Pédale douce                       |      | Gabriel Aghion                    | 4 162 380 |
| 5.   | Mission impossible                 |      | Brian De Palma                    | 4 120 262 |
| 6.   | Le Huitième Jour                   |      | Jaco Van Dormael                  | 3 610 901 |
| 7.   | Microcosmos : Le Peuple de l'herbe |      | Claude Nuridsany / Marie Pérennou | 3 379 369 |
| 8.   | Toy Story                          |      | John Lasseter                     | 2 759 457 |
| 9.   | Twister                            |      | Jan de Bont                       | 2 515 282 |
| 10.  | Un air de famille                  |      | Cédric Klapisch                   | 2 442 289 |
| 11.  | Le Jaguar                          |      | Francis Veber                     | 2 407 696 |
| 12.  | L'Armée des douze singes           |      | Terry Gilliam                     | 2 287 231 |
| 13.  | Le Plus Beau Métier du monde       |      | Gérard Lauzier                    | 2 269 925 |
| 14.  | Le Professeur Foldingue            |      | Tom Shadyac                       | 2 199 835 |
| 15.  | Ridicule                           |      | Patrice Leconte                   | 2 064 010 |
| 16.  | Jumanji                            |      | Joe Johnston                      | 2 034 972 |
| 17.  | Beaumarchais, l'insolent           |      | Édouard Molinaro                  | 1 935 708 |
| 18.  | Rock                               |      | Michael Bay                       | 1 894 549 |
| 19.  | Sleepers                           |      | Barry Levinson                    | 1 762 652 |
| 20.  | Casino                             |      | Martin Scorsese                   | 1 657 908 |
| 21.  | Pinocchio                          |      | Steve Barron                      | 1 559 547 |
| 22.  | Babe, le cochon devenu berger      |      | Chris Noonan                      | 1 517 547 |
| 23.  | Secrets et Mensonges               |      | Mike Leigh                        | 1 490 009 |
| 24.  | Le Facteur                         |      | Michael Radford / Massimo Troisi  | 1 488 517 |
| 25.  | L'Effaceur                         |      | Chuck Russell                     | 1 486 432 |
| 26.  | Heat                               |      | Michael Mann                      | 1 434 256 |
| 27.  | Esprits rebelles                   |      | John N. Smith                     | 1 351 242 |
| 28.  | Daylight                           |      | Rob Cohen                         | 1 312 321 |
| 29.  | Hommes, femmes : mode d'emploi     |      | Claude Lelouch                    | 1 266 030 |
| 30.  | Les Deux Papas et la Maman         |      | Jean-Marc Longval / Smaïn         | 1 078 053 |
| 31.  | Maudite Aphrodite                  |      | Woody Allen                       | 1 063 526 |
| 32.  | Trainspotting                      |      | Danny Boyle                       | 1 051 859 |

Par pays d'origine des films (Pays producteur principal)
- États-Unis : 18 films
- France : 9 films
- Royaume-Uni : 2 films
- Australie : 1 film
- Belgique : 1 film
- Italie : 1 film
- Total : 32 films